# Филипович, Александар (гребец)
Алекса́ндар Фили́пович (серб. Александар Филиповић / Aleksandar Filipović; 29 мая 1992, Смедерево) — сербский гребец, выступает за национальную сборную Сербии по академической гребле с 2011 года. Серебряный призёр Средиземноморских игр в Мерсине, обладатель серебряной медали Кубка мира, чемпион мира среди молодёжи, победитель и призёр многих регат национального значения.

## Биография
Александар Филипович родился 29 мая 1992 года в городе Смедерево Подунайского округа Югославии. Активно заниматься греблей начал в возрасте тринадцати лет в 2005 году, проходил подготовку в местном одноимённом гребном клубе «Смедерево».
Дебютировал на международной арене в 2010 году, выступив на чемпионате мира среди юниоров в чешском Рачице. Год спустя впервые выступил на Кубке мира по академической гребле, стартовал на этапах в Мюнхене и Люцерне, а также принял участие в чемпионате Европы в болгарском Пловдиве, где дошёл до утешительного финала «Б». В 2012 году в рулевых распашных четвёрках одержал победу на молодёжном мировом первенстве в Литве, в парных двойках занял пятое место на европейском первенстве в итальянском Варесе, пытался пройти отбор на летние Олимпийские игры в Лондоне, но на квалификационном олимпийском турнире в Швейцарии в паре со своим партнёром Душаном Богичевичем выступил не очень удачно.
Первого серьёзного успеха на взрослом международном уровне Филипович добился в сезоне 2013 года, когда вошёл в основной состав сербской национальной сборной и побывал на Средиземноморских играх в Мерсине, откуда привёз награду серебряного достоинства, выигранную в парных двойках вместе с напарником Марко Марьяновичем — в финале их обошёл только итальянский экипаж Франческо Фосси и Романо Баттисти. Помимо этого, дошёл до финалов «Б» на чемпионате Европы в испанской Севилье и на чемпионате мира в корейском Чхунджу.
В 2014 году Александар Филипович стал пятым на молодёжном чемпионате мира в Италии, добрался до финала «Б» на взрослом чемпионате мира в Амстердаме. В сезоне 2015 года в парных двойках завоевал серебряную медаль на этапе Кубка мира в словенском Бледе, побывал на европейском первенстве в польской Познани.